# Drăgoești (Vâlcea)
Pour les articles homonymes, voir Drăgoești.
Drăgoești est une commune du județ de Vâlcea en Roumanie.